# Franklin Lucena
Franklin José Lucena Peña (Acarigua, Venezuela, 20 de fevereiro de 1981), e um futebolista venezuelano. Joga como Meio-campo e a sua equipe atual e o Deportivo La Guaira.

## Carreira
Lucena fez parte do elenco da Seleção Venezuelana de Futebol da Copa América de 2011.

## Títulos
- 4 Campeonatos Venezuelanos: 2006-07, 2008-09, 2009-10 e 2020